# Energias de Portugal
Pour les articles homonymes, voir EDP.
Energias de Portugal (EDP) est une entreprise portugaise membre de l'indice Euronext 100 (EDP PT). L'entreprise est la première valeur du PSI 20, pesant 15,5 % de l'indice.

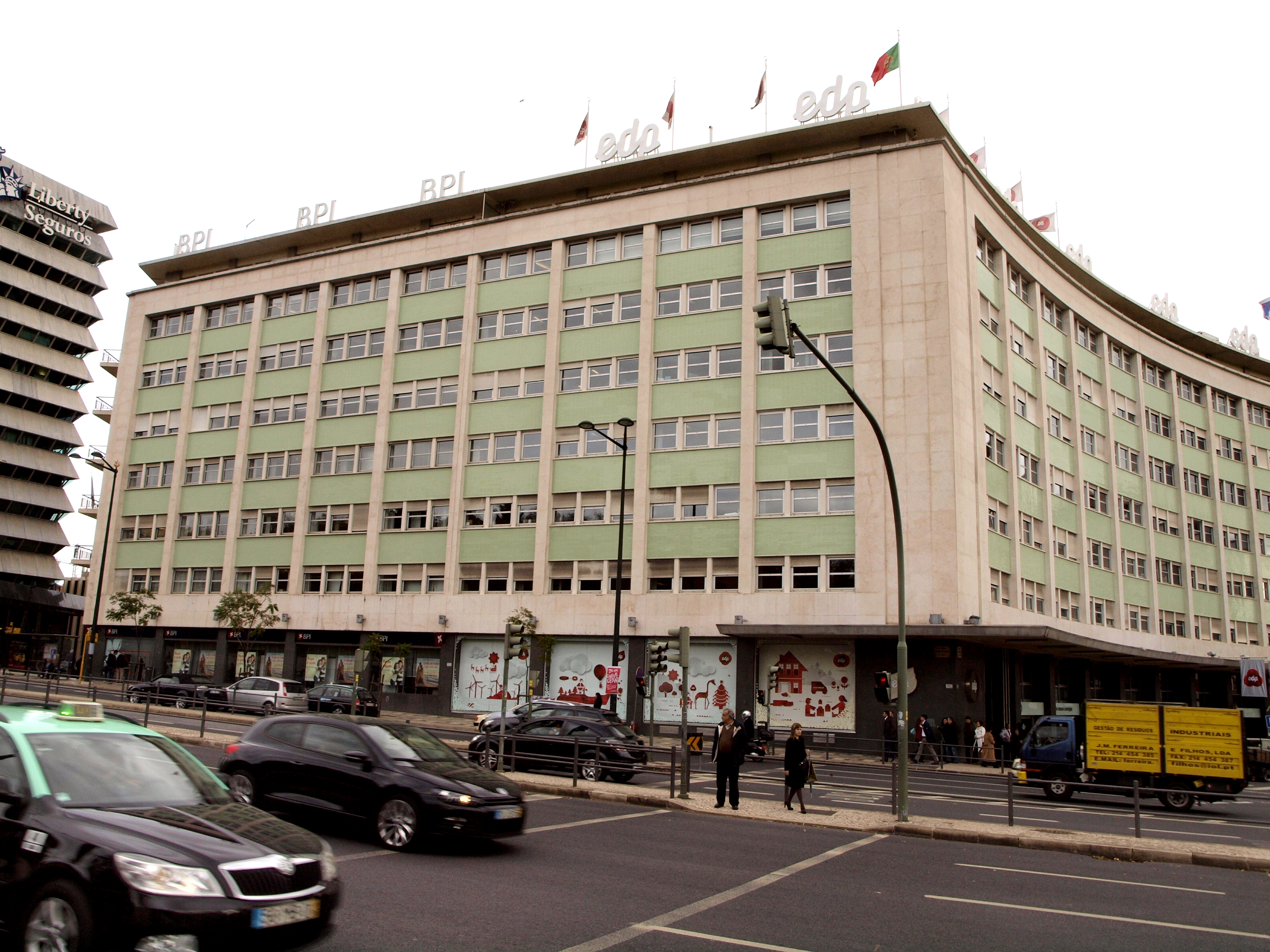
EDP siège dans la place Marques de Pombal, Lisbonne

## Histoire
En 2007, EDP annonce l'acquisition de Horizon Wind Energy, entreprise énergétique américaine spécialisée dans les éoliennes, pour 2,15 milliards de dollars.
En décembre 2011, China Three Gorges Corporation annonce prendre une participation de 23,3 % dans Energias de Portugal pour 2,7 milliards d'euros.
En juin 2015, CTG et Energias de Portugal créent une coentreprise appelée Hydroglobal.
En mai 2018, China Three Gorges Corporation annonce lancer une offre d'acquisition sur les participations qu'il ne détient pas dans Energias de Portugal pour 9,07 milliards d'euros.
En décembre 2019, EDP annonce la vente d'un ensemble de 6 barrages hydroélectrique dans le bassin du Douro à un consortium mené par Engie pour 2,2 milliards d'euros.
En juillet 2020, EDP annonce l'acquisition de Viesgo, une entreprise espagnole active dans la production et la distribution d'électricité, pour 2 milliards de dollars, reprise de dettes incluse.

## Activités
L'entreprise est essentiellement présente au Portugal, en Espagne et au Brésil.
Plus de 75 % de l'énergie produite par EDP est issue de sources renouvelables.

## Actionnaires
Liste des principaux actionnaires au 30 octobre 2021 :
| Commission chinoise d'administration et de supervision des actifs publics | 19,0% |
| Oppidum Capital                                                           | 7,20% |
| Norges Bank Investment Management                                         | 3,13% |
| Qatar Investment Authority (Investment Management)                        | 2,27% |
| BlackRock Investment Management (UK)                                      | 2,20% |
| Gouvernement de la République algérienne                                  | 2,19% |
| Office d'investissement du régime de pensions du Canada                   | 2,01% |
| Amundi Asset Management (Investment Management)                           | 2,00% |
| Lyxor International Asset Management                                      | 1,93% |
| Ageas                                                                     | 1,92% |